# Kiarov
Kiarov (maďarsky Ipolykér) je obec v okrese Veľký Krtíš na Slovensku.

## Historie
Původně bylo na území obce sídliště lengyelské kultury, slovanská a středověká sídliště. Kiarov je poprvé písemně zmíněn v roce 1271 jako Keer. Hlavním zdrojem příjmů obyvatel bylo zemědělství. Do konce 1. světové války, ve které padlo 20 místních obyvatel, byla obec součástí Uherska. V důsledku první vídeňské arbitráže byla v letech 1938 až 1944 součástí Maďarska. Při sčítání lidu v roce 2011 žilo v obci 308 obyvatel, z toho 176 Maďarů, 112 Slováků, dva Romové a jeden Čech; 17 obyvatel neuvedlo žádné informace o své etnické příslušnosti.

## Památky
- Kaple Sedmibolestné Panny Marie, z 18. století se zvonicí z počátku 19. století.[4]